# Geomorfologie

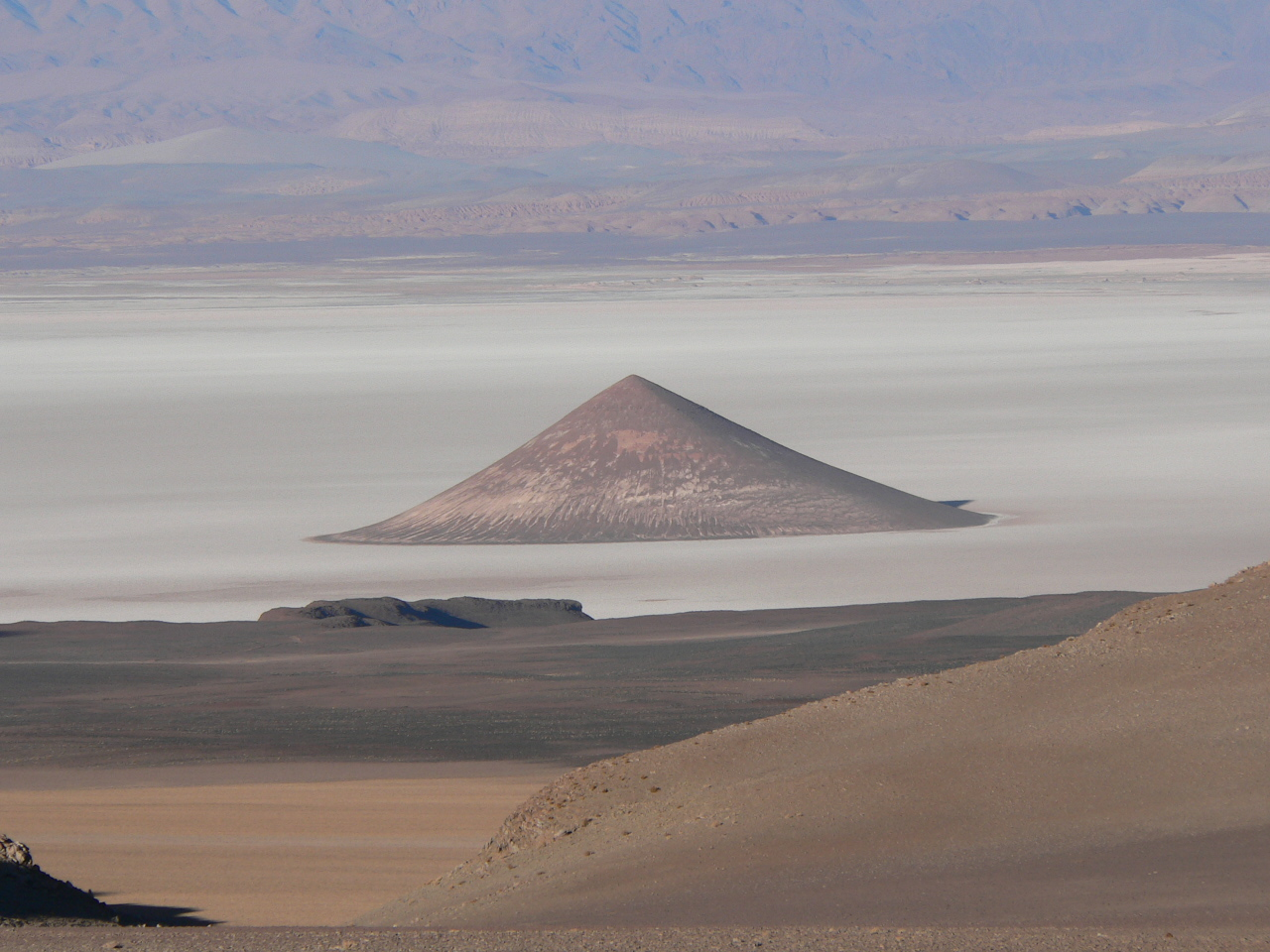
Cono de Arita, un stratovulcan în Salta, Argentina.

Geomorfologia este știința geografică a formelor de relief, cuprinzând originea, evoluția și procesele care le modelează. Ea răspunde la întrebarea „De ce formele de relief arată așa?” Termenul vine din grecescul γη, ge, care înseamnă Pământ, μορφή, morfé, care înseamnă formă și logos-vorbire, știință. Denumirea a fost dată de către K. 
Neumann (1854). Geomorfologii încearcă să înțeleagă istoricul și dinamica formelor de relief și să prezică schimbările viitoare prin observații de teren, experimente fizice și modelizare numerică. Primele studii de geomorfologie sunt la baza pedologiei, una dintre cele două ramuri ale științelor solurilor.
Formele de relief evoluează ca răspuns la o combinație de procese naturale și antropogenice. Relieful s-a construit prin ridicări tectonice și prin vulcanism. Denudarea are loc prin eroziune și mass wasting, care produc sedimente care sunt transportate și depozitate în altă parte în teren sau în largul coastelor. Terenurile sunt de asemenea reduse prin subsidență, fie datorită tectonicii sau schimbărilor fizice în depozitele de sediment de sub suprafața terestră. Aceste procese sunt influențate în mod diferit de climă, ecologie și activitatea umană.
Aplicațiile particulare ale geomorfologiei includ a prezicerea și reducerea alunecărilor de teren, controlul și reabilitarea râurilor, protecția coastelor și estimarea prezenței apei pe planeta Marte.

## Istoric
La origine, geomorfologia nu a fost diferențiată de restul geografiei. Primul model geomorfic a fost ciclul geografic sau ciclul eroziunii, dezvoltat de William Morris Davis între 1884 și 1899. Ciclul a fost inspirat de teoriile evoluției care au fost formulate pentru prima oară de James Hutton (1726-1797). În ce privește formele de vale, ciclul a fost descris ca o secvență prin care râul își sapă valea din ce în ce mai adânc, eroziunea malurilor aplatizând terenul din nou la o elevație mai scăzută. Ciclul poate fi repornit de o ridicare (uplift) a terenului. Modelul este considerat în zilele noastre prea simplu pentru a fi util în practică.
Walther Penck a dezvoltat un model alternativ în anii 1920, bazat pe raportul dintre ridicare și eroziune, dar a fost de asemenea prea slab pentru a explica o varietate de forme de teren.

## Geomorfologi români
- Simion Mehedinți
- Mihail D. David
- George Vâlsan
- Vintilă Mihăilescu
- Grigore Posea
- Grigore Mihai
- Mihai Ielenicz
- Grecu Floare
- Laura Comanescu
- Ion Mac
- Ioan Marculet

## Procese
Geomorfologia modernă se concentrează pe analiza cantitativă a proceselor interconectate, cum ar fi contribuția energiei solare, etapele ciclului hidrologic și mișcarea plăcilor din geofizică pentru a calcula vârsta și evoluția estimată a formelor de relief. Folosirea tehnicilor de măsură mai precise a făcut posibilă observarea directă a proceselor ca eroziunea. Simularea numerică este de asemenea valoroasă pentru a testa faptul că un model particular dă rezultate similare cu un teren real.
Procesele de suprafață primare care sunt responsabile pentru cele mai multe caracteristici topografice includ vântul, valurile, eroziunea, mass wasting, pânza freatică, apa de suprafață, ghețarii, tectonica și vulcanismul.

## Geomorfologia fluvială
Acest tip de relief este generat de acțiunea morfologică a apei ce se scurge, sub diferite forme de organizare, pe suprafața topografică a uscatului terestru.
           Relieful fluviatil prezintă o arie largă de extindere, iar complexitatea sa morfologică este determinată de numeroși factori, cum sunt: geologia, clima, vegetația, gradul de intervenție antropică etc.
           Practic pe măsură ce o formă de relief se ridică de sub apele marine, procesul de modelare fluviatilă începe să acționeze, de pe uscat fiind erodate componente cu diferite mărimi, apoi transportate de către apa râurilor până ce în final sunt depuse în mediul de sedimentare al Oceanului Planetar.
           Relieful fluviatil se compune din acele elemente ale peisajului geomorfologic al uscatului terestru, ce au rezultat în urma proceselor de eroziune, transport și acumulare a sedimentelor de către apa de suprafață a cărei scurgere prezintă diferite trepte de organizare.
           Scurgerea apei, pe suprafața terestră, se face sub formele: organizată și neorganizată. Acest aspect se referă la încadrarea rețelei de văi în cadrul bazinelor hidrografice (rețea organizată), sau scurgerea apei în timpul producerii precipitațiilor cum este cazul scurgerii în suprafață, a șiroirii concentrate chiar torențiale.
           La nivelul uscatului terestru, scurgerea apei, provenite din precipitații (lichide sau solide) și izvoare, se realizează prin intermediul văilor. Acestea sunt grupate sub forma bazinelor hidrografice, care cuprind suprafața de pe care apa este drenată către râul colector. Bazinele hidrografice se delimitează față de cele vecine prin intermediul cumpenelor de apă, aceasta urmărind linia celor mai mari înălțimi. Pentru analiza modelării fluviatile a reliefului, bazinul hidrografic reprezintă unitatea de bază, existând diferențe în privința modului în care apa acționează asupra reliefului, fapt datorat unor cauze multiple cum sunt: dimensiunile bazinului, forma bazinului, formele majore de relief pe care se află, altitudinea, zona climatică, regimul scurgerii apei (frecvența viiturilor), gradul de evoluție al bazinului hidrografic și raportul cu nivelul de bază etc.
           Sunt considerate forme ale reliefului fluviatil, atât cele generate de către apa cu un regim de scurgere permanent cât și cele modelate de către apele cu o scurgere temporară.
Râurile sau corpuri de apă curgătoare, nu transportă numai apă ci și sedimente (scurgere solidă). Apa, curgând mobilizează sedimente și le transportă în aval, fie ca bedload, suspended load sau dissolved load. Rata transportului de sediment (kg/s) depinde de disponibilitatea litologică și de competența râului.

## Geomorfologia glaciară
Ghețarii, deși sunt restrânși ca arie geografică, sunt agenți activi ai schimbării reliefului. Mișcarea graduală a gheții în josul unei văi cauzează abraziunea și dizlocarea rocilor de pe vale. Abraziunea produce sedimente fine, numite făină glaciară. Debris-urile transportate de către ghețar, când ghețarul se retrage, se numesc morene. Eroziunea glaciară determină formarea văilor cu profilul transversal sub forma literei „U”, spre deosebire de văile cu profilul în „V” de origine fluvială.
Relieful glaciar. Reprezintă acel tip de relief format prin acțiunea de modelare a gheții asupra nivelului suprafeței topografice. Procesul de modelare glaciară este complex, el fiind compus din: eroziune, transport și acumulare.    Modelarea glaciară a reliefului este posibilă în acele zone ale Pământului unde apa s-a acumulat sub formă solidă, de gheață, aceasta persistând de-a lungul unei perioade îndelungate de timp, de ordinul miilor și al zecilor ori chiar sutelor de mii de ani (de exemplu glaciațiunea Riss din Cuaternar s-a extind în perioada cuprinsă între 300 000  - 120 000 ani față de prezent, deci pe 180 000 ani, apoi glaciațiunea Wurm între 80 000 și 10 200 ani în urmă, prin urmare rezultă un timp de 69 800 de ani)   De-a lungul evoluției planetei noastre, perioadele glaciare (de răcire) au alternat cu cele de încălzire. Există un anumit raport între zonele afectate de glaciațiune și cele situate în afara acesteia. Acest proces continuă, astfel că și în prezent putem observa zone și areale unde modelarea reliefului se face sub acțiunea gheții, acestea fiind situate la polii Pământului și în jurul acestora, în cazul glaciațiunii de calotă și în spațiile montane, pentru glaciațiunea montană. Pentru apariția reliefului glaciar sunt necesare anumite condiții climatice, în principal cele referitoare la temperatură. Astfel media anuală a temperaturii trebuie să fie sub valoarea de zero grade, aceasta menținându-se de-a lungul unei perioade îndelungate, corespunzătoare extinderii în timp a glaciațiunii. Pe parcursul anului există oscilații sezoniere, dar acestea sunt situate într-un interval cu valori negative, la fel și în ciclul diurn (noapte – zi).    Glaciațiunea poate fi definită drept o perioadă de timp, în care pe fondul scăderii valorilor de temperatură, sau format, extins și apoi retras ghețarii. Perioada de formare a ghețarilor este numită perioadă anaglaciară, urmează perioada de maximă extindere, iar topirea și retragerea ghețarilor se numește perioadă cataglaciară. Pe parcursul unei glaciațiuni se înregistrează faze de avansare a gheții, acestea fiind numite stadii, în alternanță cu fazele de retragere numite interstadii.
Vezi și: Morfologie glaciară

## Eroziunea
Eroziunea rezultă din dizolvarea chimică a rocii și din uzura mecanică a rocii de către rădăcinile plantelor, gheață și de acțiunea abrazivă a sedimentelor. Eroziunea este sursa sedimentelor transportate de procesele fluviale, glaciare, eoliene sau biologice.
Eroziunea reprezintă procesul prin care apa râurilor sapă în cadrul reliefului, desprinzând particule cu diferite dimensiuni. Prin intermediul acestui proces, formele reliefului fluviatil se extind, atât în adâncime cât și lateral.
Există câteva tipuri principale de eroziune:
-       eroziunea lineară numită și în adâncime;
-       eroziune laterală (de mal);
-       eroziunea regresivă.
Primul dintre tipuri, eroziunea lineară, reprezintă un proces de mare intensitate, ce se desfășoară în cadrul albiei, care are drept rezultat adâncirea albiei râului și în timp a întregii văi. Eroziunea lineară este cu atât mai intensă cu cât panta de curgere a râului este mai mare, fiind mai activă la munte decât în spațiile joase, de câmpie.

## Taxonomie
Diverse procese geomorfologice domină la diverse scări spațiale și temporale. Pentru a categorisi relieful la diverse scări, unii geomorfologi folosesc următoarea taxonomie:
1. Continent, bazin oceanic, zonă climatică (~10,000,000 km2)
2. Shields, d.ex. Baltic shield sau lanț muntos (~1.000.000 km2)
3. Mare izolată, Sahel (~100.000 km2)
4. Masiv, d.ex. Masivul Central sau un grup de forme de relief înrudite, d.ex. Weald (~10.000 km2)
5. Vale de râu, Cotswolds (~1.000 km2)
6. Munte sau vulcan individual, văi mici (~100 km2)
7. Pante de dealuri, albii de râuri, estuare (~10 km2)
8. Ravene, canale (~1 km2)
9. Forme de ordinul metrului
Folosirea acestei taxonomii este rară și înșelătoare, natura schimbării reliefului poate fi văzută ca un continuum de procese care interacționează.